# Urou-et-Crennes
Urou-et-Crennes település Franciaországban, Orne megyében. Lakosainak száma 747 fő (2018. január 1.). Urou-et-Crennes Silly-en-Gouffern, Argentan, Sai és Sévigny községekkel határos.

## Népesség
A település népessége az elmúlt években az alábbi módon változott:
| Lakosok száma | 768  | 747  | 744  | 747  |
|               | 2013 | 2015 | 2017 | 2018 |